# Mudhol (stato)
Lo Stato di Mudhol fu uno stato principesco del subcontinente indiano, avente per capitale la città di Mudhol.

## Storia
Lo stato di Mudhol venne fondato nel XV secolo. Governato dalla dinastia dei Ghorpade dei Maratha, nel 1670 Mudhol divenne un vero e proprio stato indipendente. Nel 1819 divenne un protettorato britannico. La bandiera di stato, detta Bavuta, era fi forma triangolare tricolore a bande orizzontali. Lo stato godeva di un saluto ufficiale di 9 colpi di cannone a salve of British India, under the summit of Niranjan.
L'ultimo sovrano dello stato di Mudhol, Bhairavsinhrao Malojirao Ghorpade II, nato il 15 ottobre 1929 e succeduto al trono al 9 novembre 1937, fu il 23º della sua dinastia e fu lui a siglare l'ingresso all'Unione Indiana l'8 marzo 1948. Morì nel 1984 in un incidente stradale con la sua automobile.

## Governanti
I governanti dello stato di Mudhol ebbero il titolo di Raja.

### Raja
- 1662-1700 Maloji Raje Ghorpade (m. 1700)
- 1700-1734 Sardar Akhayaji Raje Ghorpade (m. 1734)
- 1734-1737 Pirajirao Raje Ghorpade (m. 1737)
- 1737-1805 Malojirao III Raje Ghorpade (n. 1710 - m. 1805)
- 1805-1816 Narayanrao Raje Ghorpade (m. 1816)
- 1816 - 20 febbraio 1818 Govindrao Raje Ghorpade (m. 1818)
- 20 febbraio 1818 - dicembre 1854 Vyankatrao I Raje Ghorpade (m. 1854)
- dicembre 1854 - 27 marzo 1862 Balwantrao Raje Ghorpade (n. 1841 - m. 1862)
- 27 marzo 1862 - 19 giugno 1900 Vyankatrao II Raje Ghorpade (n. 1861 - m. 1900) "Bala Sahib" 
  - 27 marzo 1862 - 1882 .... -reggente
- 19 giugno 1900 - 14 novembre 1939 Malojirao IV Raje Ghorpade (n. 1884 - m. 1937) "Nana Sahib" (dal 1º gennaio 1920, Sir Malojirao IV Raje Ghorpade)
- 19 giugno 1900 - 1904 consiglio di reggenza
- 14 novembre 1937 - 15 agosto 1947 Bhairavsinhrao Raje Ghorpade (n. 1929 - m. 1984)
  - 14 novembre 1937 - 10 luglio 1947 Parvatidevi Raje Sahib - Ghorpade (f) -reggente